# Amre Heiba
Amre Heiba (Alessandria d'Egitto, 1962) è un artista egiziano.

## Biografia
Nel 1984 si diploma in Biochimica alla Facoltà di Scienze. Nel 1979 inizia a lavorare con un gruppo di artisti al Goethe Institute e da allora inizia a partecipare a diverse mostre. Dal 1986 al 1989 studia grafica a Monaco, Germania. Amre Heiba ha partecipato a diversi eventi a livello internazionale e ha diverse mostre personali all'attivo. (EN) 

## Mostre personali
- 2011 Mashrabia Gallery, Cairo, “Still life”
- 2008 Mashrabia Gallery, Cairo, “Temporal considerations”
- 2007 Graphic Works at Gallery 95 (Sidi Gaber Cultural Center), Alexandria – The musical Box
- 2006 Graphic Works at Townhouse Gallery, Il Cairo – The musical box
- 2005 Townhouse Gallery, Il Cairo
- 2003 Graphic Works at Gallery 95 (Sidi Gaber Cultural Center), Alessandria
- 2002 Graphic Works at Townhouse Gallery, Il Cairo
- 2001 Townhouse Gallery, Il Cairo
- 1999 Gallery 95 (Sidi Gaber Cultural Center), Alessandria
- 1997 L'ATELIER, Alessandria
- 1996 Space Karim Francis, Il Cairo
- 1995 Gallery 95 (Sidi Gaber Cultural Center), Alessandria
- 1994 Cairo-Berlin Gallery, Il Cairo
- 1992 Mashrabia Gallery, Il Cairo
- 1990 Mashrabia Gallery, Il Cairo
- 1988 Goethe Institute, Alessandria

## Pubblicazioni

### 2008
- Aida Eltorie, Art Critic Breaking News, Parigi
- Ayman Monged, Temporal Considerations, Mashrabia Gallery, Il Cairo

### 2005
- Aleya Hamza, Townhouse Gallery, Il Cairo

### 2001
- Born to be wild, Egypt